# Hyposmocoma lignivora
Hyposmocoma lignivora là một loài bướm đêm thuộc họ Cosmopterigidae. Nó là loài đặc hữu của Oahu và Molokai. Đây là một loài bướm đêm phân bố khắp và phổ biến ở Oahu.
Đây là loài đặc hữu đầu tiên của Hawaiian Microlepidoptera được mô tả. Ấu trùng thường sinh sống trên cây gỗ mũ và trên nhiều loại thân cây chết khác nhau, bao gồm Pisonia, Tetraplasandra và Wikstroemia.